# 三津站 (日本)
三津站（日语：／ Mitsu eki */?）是位於日本愛媛縣松山市的鐵路車站，隸屬於伊予鐵道（伊予鐵），車站編號為IY04，與古町站、松山市站同為四國島內最初設立的鐵路站。每年8月第一個星期日舉行「三津濱祭」及「三津濱花火大會」期間，會有特別列車班次來往松山市站與本站之間。
JR四國於本站以東約800米設有三津濱站，不過由於本站位於三津濱地區的中心位置，使用量比三津濱站多。以2008年愛媛縣所獲得的統計數字，三津站的每日的乘降客流量約為2000人，而三津濱站則只有1200人。

## 車站結構
為單層水泥建單層站舍，是第3代車站，由於第2代車站過於殘舊，而伊予鐵道又同時希望在車站廣場加設巴士站，成為其中一個運輸轉換站（拠点駅），逐斥資進行重建，並於2009年2月5日改建完成投入使用。現站舍的規模比上一代為細，並且把所有票務功能設施（即站務室、服務窗口及售票機）搬至月台末端的新建空間內，但由於舊站舍有深遠的歷史價值（見下段），在外貌及內部裝修，仍保留舊站舍的一些元素，亦將部份舊站舍材料重用。
站舍內部統稱為「三津市民館」，左側為男、女及殘疾人士獨立洗手間；中間為大堂；右側為商舖，由出售和菓子和提供輕食的商舖「風月堂」經營。通往月台的門口為自動感應的玻璃幕門，上端設有列車到站提示器，運作時會播放到站提示音樂，這種廣泛應用於JR及大手私鐵的列車提示音樂，在伊予鐵的車站上卻不常見。而大門旁邊亦裝有顯示班次的LED電視機。
第二代站舍則為木製單層建築，建於昭和時期，是服務年期最長的站舍，同時具有「愛媛近代洋風建築」及日本土木學會「近代土木遺産」A級的評級。外觀具有新藝術運動建築特色。左側為候車大堂；右側為售票大堂及站務員室；閘口與往高濱站方向的月台相連，當伊予鐵提出拆卸重建時，當地居民以站舍具有歷史價值而提出反對，但最終伊予鐵以站舍結構不能夠通過「建築基準法」中防地震要求，於2008年5月將其拆卸。位於同市，1990年因大火而重建的JR四國伊予和氣站，外貌及部份的外貌裝飾亦有參考此站舍的設計。
第二代站舍左側為候車大堂，設有多張候車座椅及自動售賣機；中間為開放式閘口；右側為售票大堂、服務櫃位及站務室，近大門入口亦設有儲物櫃。
至於第一代站舍，現存的資料紀錄並不多，只有在未併入松山市前由三津濱町役場於1929年出版的《三津の面影》一書中曾經提及，服務時期為1888年至約1928年間。

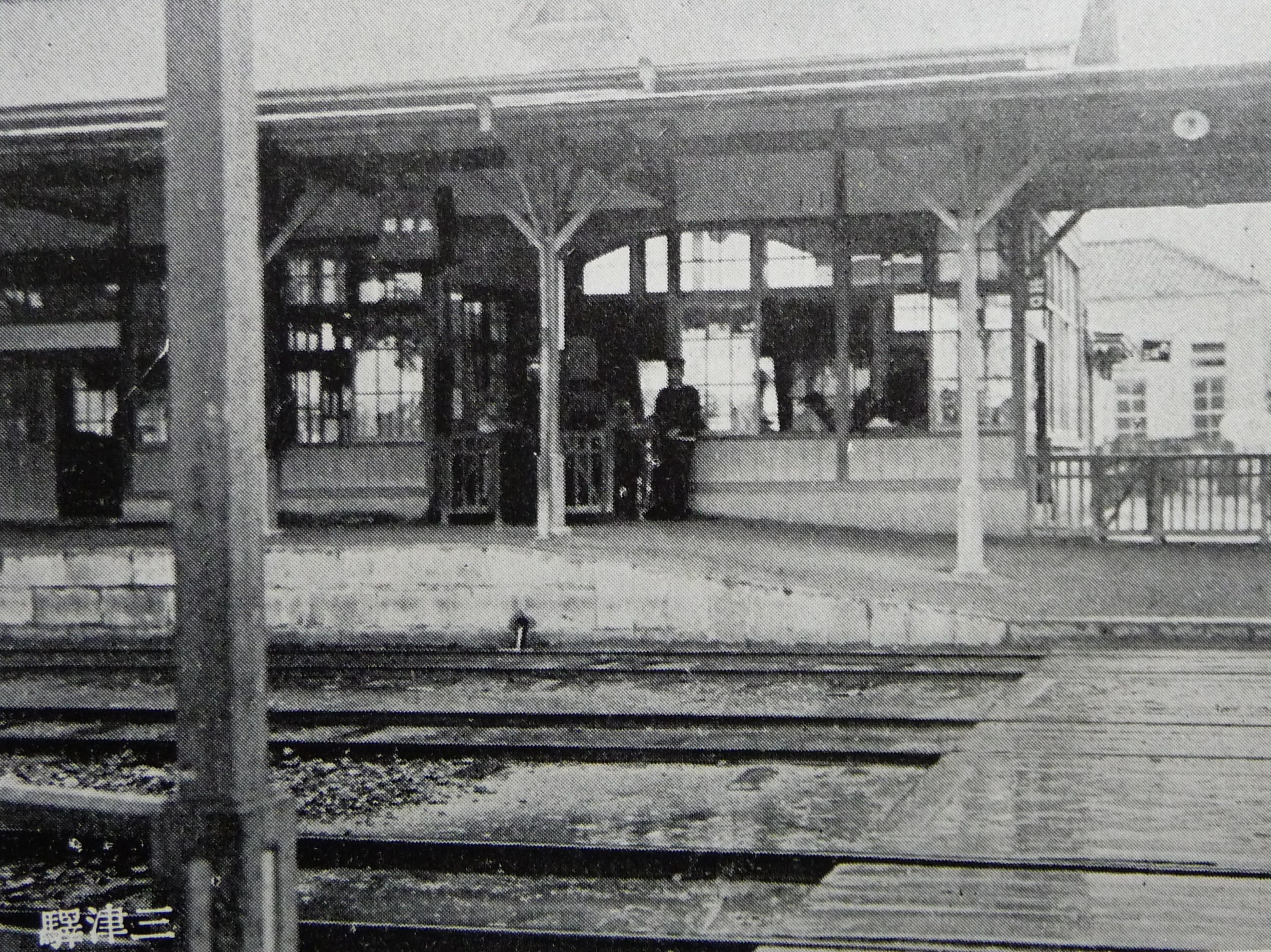
1930年代的三津站，當時設有3條軌道（中間為已撤去的原2號月台路軌。）

設有側式月台及島式月台各1座，原提供3線3面的配置，側式月台原稱為1號月台，其中向港山方向的末端與站舍閘口相連，為上行往高濱方向所使用；面對側式月台的島式月台為原2號月台，複線化時曾作為區間車終站或在花火大會時作臨時總站，但因使用量實在不高且已不再設區間車，路軌亦被移除，月台亦遭棄用；至於島式月台最外面的為原3號月台，一直均用作下行往松山市站方向。
當進行第三代站舍興建時，月台亦出翻新；首先把島式月台加闊，伸延至原來2號月台的軌道位置，向港山方向的末端，則加設了另一座以水泥建成的單層樓房，把站務室、自動售票機、儲物室等車站功能設施均遷移至此，該處亦被冠為「東口」，原站舍方向稱為「西口」，並改採用無障礙斜道出入月台及加設IC卡感應器。在斜道與平交道之間的通道，則安置了伊予鐵標誌的新式車站牌匱。工程完成後，上下行的列車均使用島式月台上落乘客，原來的2號月台成為新的1號月台；原來的3號月台成為新的2號月台；至於原來的1號側式月台，則變為臨時月台，只在花火大會時才使用作落客用途。亦因為此，在向山西站方向的月台末端設置了單向轉轍器，可讓1號月台的列車作折返之用。
改建前後的月台有效長度皆為3輛。而因應斜道及其他設施上的加裝，3號月台有少部份月台會向山西站方向稍作伸延。月台上的設施包括有約2輛車廂長度的月台上蓋、候車座椅、自動售賣機及自助飲水器。

### 月台配置
| 月台 | 路線    | 方向 | 目的地                            |
| ---- | ------- | ---- | --------------------------------- |
| 1    | ■高濱線 | 上行 | 高濱方向                          |
| 2    | ■高濱線 | 下行 | 松山市、直通■横河原線往横河原方向 |

## 歷史
- 1888年10月28日：開業。
- 2008年4月：第2代站舍解體，第3代站舍開始興建。
- 2009年2月5日：第3代站舍正式運作[19]。
- 2025年3月18日：伊予鐵內所有郊外鐵道線均可使用ICOCA及全國交通系IC卡[20][21][22]。

## 相鄰車站
伊予鐵道
■ 高濱線
港山（IY03）－三津（IY04）－山西（IY05）

## 外部連結
- 伊予鐵道三津站公式網頁。（页面存档备份，存于）（日語）